# La Chapelle-Saint-Aubin
 La Chapelle-Saint-Aubin  es una población y comuna francesa, situada en la región de Países del Loira, departamento de Sarthe, en el distrito de Le Mans y cantón de Le Mans-Nord-Ouest.

## Demografía
| 615 | 678 | 921 | 1559 | 1817 | 2094 |
| Para los censos de 1962 a 1999 la población legal corresponde a la población sin duplicidades (Fuente: INSEE [Consultar]) |     |     |      |      |      |